# Du som förhärdad gäckas
Du som förhärdad gäckas är en kristen psalm. Texten är skriven av en svensk författare på 1700-talet och bearbetades sedan av Christopher Dahl och Johan Olof Wallin.

## Publicerad i
- 1819 års psalmbok, som nummer 462 under rubriken "Med avseende på de yttersta tingen: En varnande åtanke på den osaliga evigheten".